# Azteca pittieri
Azteca pittieri är en myrart som beskrevs av Auguste-Henri Forel 1899. Azteca pittieri ingår i släktet Azteca och familjen myror.

## Underarter
Arten delas in i följande underarter:
- A. p. emarginatisquamis
- A. p. pittieri